# Přesličkový rybník
Přesličkový rybník je přírodní památka v okrese České Budějovice. Nachází se v Novohradských horách jeden kilometr východně od samoty Veveří. Zahrnuje soustavu tří rybníků (Veveřský, Hejskův a Přesličkový) na levostranném přítoku Novohradského potoka v povodí Stropnice. Chráněné území je ve správě Krajského úřadu Jihočeského kraje.

## Předmět ochrany
Důvodem ochrany je ochrana komplexu cenných mokřadních a vodních biotopů rybníků a porostů potočních olšin a na ně vázaných rostlin a živočichů a dále ochrana druhů a stanovišť evropsky významné lokality, ke kterým patří leknín bělostný (Nymphaea candida), přeslička říční (Equisetum fluviatile), ostřice zobánkatá (Carex rostrata). Význačná je entomofauna lokality, např. kopinatka Earomyia lonchaeoides, znovu nalezena v ČR po více než sto letech, střevlíček Oodes helopioides, drabčíci Euasthetus ruficapillus a Myllaena dubia, dva zvlášť chráněné druhy střevlíků – Carabus arcensis a Carabus problematicus, vážka jasnoskvrnná, vážka temnoskvrnná či páskovec kroužkovaný.